# Z Canis Minoris
Z Canis Minoris är en halvregelbunden variabel (SR)  i stjärnbilden Lilla hunden. 
Stjärnan varierar mellan fotografisk magnitud +14,0 och 15,2 med en period av 140 dygn.